# Dendrochilum tenuitepalum
Dendrochilum tenuitepalum är en orkidéart som beskrevs av Jeffrey James Wood. Dendrochilum tenuitepalum ingår i släktet Dendrochilum och familjen orkidéer. Inga underarter finns listade i Catalogue of Life.